# Alto Tâmega
Alto Tâmega ist eine portugiesische Subregion im nördlichen Zentrum der Region Norte. Im Jahr 2021 verzeichnete die Subregion 84.330 Einwohner und eine Bevölkerungsdichte von 29 Einwohner pro km2. Die im Jahr 2008 gegründete Subregion hat eine Fläche von 2.922 km2, welche sich in 6 Kreise und 118 Gemeinden unterteilen lässt. Die Hauptstadt der Subregion ist die Stadt Chaves, welche mit 37.592 Einwohnern in der gesamten Gemeinde und 17.207 Einwohner im Stadtgebiet die größte Stadt der Subregion ist. Sie grenzt im Westen an die Subregion Cávado und Ave, im Norden an Galicien (Spanien), im Osten an die Subregion Terras de Trás-os-Montes und im Süden an die Subregion Douro.

## Kreise
Die Subregion besteht aus den folgenden 6 Kreisen:
- Boticas
- Chaves
- Montalegre
- Ribeira de Pena
- Valpaços
- Vila Pouca de Aguiar

## Demografie

### Einwohner
Die Volkszählung 2021 zeigt, dass in der Subregion die Einwohnerzahl auf 84.330 gesunken ist, im Vergleich zu dem Jahr 2011, wo die Einwohnerzahl bei 94.143 lag und im Jahre 2001, wo die Einwohnerzahl bei 104.768 lag. Alle sechs Kreise haben eine Minderung verzeichnet.
| Kreis                | Einwohner | Einwohner | Einwohner | Fläche in km2 | Bevölkerungs- dichte pro km2 |
| Kreis                | 2001      | 2011      | 2021      | Fläche in km2 | Bevölkerungs- dichte pro km2 |
| -------------------- | --------- | --------- | --------- | ------------- | ---------------------------- |
| Chaves               | 43.667    | 41.243    | 37.623    | 591,2 km2     | 63                           |
| Valpaços             | 19.512    | 16.882    | 14.714    | 548,7 km2     | 26                           |
| Vila Pouca de Aguiar | 14.998    | 13.187    | 11.825    | 437,1 km2     | 27                           |
| Montalegre           | 12.762    | 10.537    | 9.279     | 805,4 km2     | 11                           |
| Ribeira de Pena      | 7.412     | 6.544     | 5.887     | 217,4 km2     | 27                           |
| Boticas              | 6.417     | 5.750     | 5.002     | 321,9 km2     | 15                           |
| Alto Tâmega          | 104.768   | 94.143    | 84.330    | 2.921 km2     | 28                           |

### Jugendlichen
Der Anteil Jugendlichen im Alto Tâmega liegt mit 9,2 % unter dem Durchschnitt der Region Norden mit 12,5 % und unter dem nationalen Durchschnitt von 13,5 %.

### Senioren
Die Volkszählung von 2021 zeigt, dass 30,7 % der Einwohner im Alto Tâmega ältere Menschen sind, was über dem regionalen Durchschnitt des Nordens mit 21,2 % und über dem nationalen Durchschnitt mit 22,3 % liegt.

### Migranten
1,5 % der Wohnbevölkerung im Alto Tâmega sind Migranten, was unter dem regionalen Durchschnitt des Nordens mit 2,5 % und weit unter dem nationalen Durchschnitt mit 6,4 % liegt.

## Wirtschaft

### Wichtigsten Arbeitgeberbereiche
Der Sektor mit den meisten Beschäftigten ist der Handel mit 17,6 % aller Beschäftigten im Alto Tâmega, gefolgt vom Baugewerbe mit 11,7 %, dem verarbeitenden Gewerbe mit 10,6 % und der Unterkunft und Verpflegung mit 7,5 %.

### Arbeitslosigkeit
Aus den Daten der Volkszählung 2021 lag die Arbeitslosenquote im Jahr 2020 bei 6,0 % und damit 0,2 % unter dem regionalen Durchschnitt des Nordens, der 6,2 % betrug, und 0,2 % über dem nationalen Durchschnitt, der bei 5,8 % lag.

### Kaufkraft
Die Kaufkraft im Alto Tâmega lag mit 70,4 unter dem regionalen Durchschnitt des Nordens mit 93 und Portugals mit 100. Nur der Kreis von Chaves übertraf mit 79,1 die durchschnittliche Kaufkraft im Alto Tâmega.

### Löhne
Der durchschnittliche monatliche Lohn im Alto Tâmega lag 2019 bei 954,20 € und damit unter dem Durchschnitt von 1.100,40 € in der Region Norden und unter dem nationalen Durchschnitt von 1.206,30 €.

## Infrastrukturen

### Autobahnen
Alto Tâmega ist durch zwei Autobahnen erschlossen:
| Autobahn | Bezeichnung             | Betreiber   | Strecke im Alto Tâmega               | Regime         | Km im Alto Tâmega | Total Km |
| -------- | ----------------------- | ----------- | ------------------------------------ | -------------- | ----------------- | -------- |
| A7       | Gerêsautobahn           | Ascendi     | Ribeira de Pena–Vila Pouca de Aguiar | Maut           | 23 km             | 103,9 km |
| A24      | Nördliche Innenautobahn | Norscut, IP | Vila Pouca de Aguiar–Chaves          | Kostenlos/Maut | 72 km             | 160,6 km |

### Nationalstraßen
- N2 zwischen Chaves und Faro
- N103 zwischen Viana do Castelo und Bragança
- N103-5 zwischen Chaves und Spanien
- N206 zwischen Póvoa de Varzim und Bragança
- N212 zwischenVila Pouca de Aguiar und Alijó
- N213 zwischen Chaves und Vila Flor
- N312 zwischen Mondim de Basto und Boticas

### Flugplatz
Alto Tâmega verfügt über den Flugplatz Chaves, der sich im Süden der Stadt Chaves befindet.

### Eisenbahn
Die Linha do Corgo war eine alte Eisenbahnverbindung zwischen Chaves und Peso da Régua, wo sie sich mit der Linha do Douro traf. Die Strecke hatte 18 Bahnhöfe und wurde 1990 eingestellt. Die nächstgelegene Bahnverbindung in der Nähe vom Alto Tâmega, die noch in Betrieb ist, ist der Bahnhof in der Stadt Peso da Régua, welches sich in der Unterregion Douro befindet, der von der Linha do Douro bedient wird und von den täglich acht Regionalzüge der CP nach Porto und fünf nach Pocinho abfahren.

### Krankenhäuser
Im Alto Tâmega gibt es zwei Krankenhäuser, ein öffentliches und ein privates, die sich beide im Hauptort Chaves befinden. Das öffentliche Krankenhaus von Chaves wird von dem öffentlichen Unternehmen Centro Hospitalar de Trás-os-Montes e Alto Douro geleitet. Das Privatkrankenhaus von Chaves ist das Privatkrankenhaus von Alto Tâmega und wurde erst seit kurzem, 2019, eröffnet.

### Bildung
Es gibt 47 Kindergärten, 30 Grundschulen, 13 Sekundarschulen und 9 Gymnasien. Im Hauptort Chaves gibt es eine Hochschule für Krankenpflege und bis 2015 einen Universitätenpol der Universität Trás-os-Montes e Alto Douro, der 2015 geschlossen wurde. Es wird eine Hochschule für Tourismus und Wohlbefinden der Hochschule von Bragança gebaut.